# Cret Bizovački
Cret Bizovački – wieś w Chorwacji, w żupanii osijecko-barańskiej, w gminie Bizovac. W 2011 roku liczyła 604 mieszkańców.